# Campionati mondiali juniores di sollevamento pesi 2023
I Campionati mondiali juniores di sollevamento pesi 2023 sono stati la 48ª edizione maschile e la 28ª femminile della manifestazione e si sono svolti a Guadalajara, in Messico, dal 15 al 23 novembre 2023 al Foro de Halterofilia.

## Titoli in palio
Per il quarto anno si assegnano 20 titoli mondiali, 10 maschili e 10 femminili.
Categorie maschili
| Categoria            | Eventi         | Atleti |
| -------------------- | -------------- | ------ |
| Pesi mosca           | Fino a 55 kg   | 7      |
| Pesi gallo           | Fino a 61 kg   | 4      |
| Pesi piuma           | Fino a 67 kg   | 14     |
| Pesi leggeri         | Fino a 73 kg   | 15     |
| Pesi medi            | Fino a 81 kg   | 18     |
| Pesi massimi leggeri | Fino a 89 kg   | 22     |
| Pesi mediomassimi    | Fino a 96 kg   | 13     |
| Pesi massimi primi   | Fino a 102 kg  | 8      |
| Pesi massimi         | Fino a 109 kg  | 11     |
| Pesi supermassimi    | Oltre i 109 kg | 8      |

Categorie femminili
| Categoria            | Eventi          | Atlete |
| -------------------- | --------------- | ------ |
| Pesi mosca           | Fino a 45 kg    | 13     |
| Pesi gallo           | Fino a 49 kg    | 11     |
| Pesi piuma           | Fino a 55 kg    | 11     |
| Pesi leggeri         | Fino a 59 kg    | 13     |
| Pesi medi            | Fino a 64 kg    | 20     |
| Pesi massimi leggeri | Fino a 71 kg    | 10     |
| Pesi mediomassimi    | Fino a 76 kg    | 9      |
| Pesi massimi primi   | Fino a 81 kg    | 8      |
| Pesi massimi         | Fino a 87 kg    | 8      |
| Pesi supermassimi    | Oltre gli 87 kg | 6      |

## Nazioni partecipanti
Le nazioni che hanno partecipato ai campionati furono 44 per un totale di 229 partecipanti (120 atleti e 109 atlete).
Per la riammissione, avvenuta il 28 marzo 2023, da parte del CIO degli atleti russi e bielorussi nelle gare individuali delle competizioni internazionali senza inno e sotto una bandiera neutrale, implementata dall'IWF, alcuni atleti bielorussi gareggiano con l'acronimo AIN ("Atleti Individuali Neutrali"). Come accaduto nei campionati mondiali di Riad, nessun atleta russo ha accettato di partecipare da neutrale e nessuna bandiera è stata utilizzata per la delegazione, neppure quella dell'IWF.
Tra parentesi i partecipanti per nazione.
- Albania  (1)
- Argentina  (1)
- Armenia  (7)
- Australia  (6)
- Austria  (3)
- Azerbaigian  (1)
- Atleti Individuali Neutrali (5)
- Belgio  (1)
- Brasile  (3)
- Canada  (11)
- Cile  (2)
- Costa Rica  (2)
- Croazia  (2)
- Cuba  (2)
- Ecuador  (4)
- Egitto  (11)
- El Salvador  (3)
- Estonia  (1)
- Francia  (1)
- Georgia  (9)
- Germania  (1)
- Giappone  (10)
- Iran  (10)
- Kazakistan  (5)
- Malta  (3)
- Messico  (20)
- Mongolia  (1)
- Nuova Zelanda  (4)
- Panama  (1)
- Perù  (4)
- Polonia  (11)
- Regno Unito  (2)
- Rep. Ceca  (3)
- Romania  (4)
- Slovacchia  (1)
- Spagna  (8)
- Stati Uniti  (20)
- Svezia  (2)
- Taipei cinese  (13)
- Thailandia  (2)
- Turchia  (4)
- Turkmenistan  (6)
- Ucraina  (8)
- Venezuela  (10)

## Risultati

### Categorie maschili
| Evento  | Oro                  | Oro    | Argento               | Argento | Bronzo               | Bronzo |
| 55 kg   | 55 kg                | 55 kg  | 55 kg                 | 55 kg   | 55 kg                | 55 kg  |
| ------- | -------------------- | ------ | --------------------- | ------- | -------------------- | ------ |
| Strappo | José Poox            | 103 kg | Andrii Revko          | 100 kg  | Kento Kousaka        | 97 kg  |
| Slancio | José Poox            | 131 kg | Kento Kousaka         | 130 kg  | Wilfredo Alemán      | 121 kg |
| Totale  | José Poox            | 234 kg | Kento Kousaka         | 227 kg  | Andrii Revko         | 220 kg |
| 61 kg   |                      |        |                       |         |                      |        |
| Strappo | Gabriel Chhum        | 117 kg | Abraham Rivera        | 113 kg  | Ali Elsayed          | 111 kg |
| Slancio | Gabriel Chhum        | 145 kg | Ali Elsayed           | 143 kg  | Adolfo Tun           | 141 kg |
| Totale  | Gabriel Chhum        | 262 kg | Ali Elsayed           | 254 kg  | Abraham Rivera       | 248 kg |
| 67 kg   |                      |        |                       |         |                      |        |
| Strappo | Gor Sahakyan         | 140 kg | Yahor Papou           | 136 kg  | Herseleid Carrazco   | 130 kg |
| Slancio | Hampton Morris       | 178 kg | Gor Sahakyan          | 165 kg  | Yahor Hrynko         | 163 kg |
| Totale  | Gor Sahakyan         | 305 kg | Hampton Morris        | 303 kg  | Yahor Papou          | 294 kg |
| 73 kg   |                      |        |                       |         |                      |        |
| Strappo | Ismail Jamali        | 145 kg | Tiberiu Donose        | 141 kg  | Reinner Arango       | 141 kg |
| Slancio | Rakuei Azuma         | 176 kg | Reinner Arango        | 176 kg  | Martin Poghosyan     | 171 kg |
| Totale  | Reinner Arango       | 317 kg | Rakuei Azuma          | 316 kg  | Ismail Jamali        | 315 kg |
| 81 kg   |                      |        |                       |         |                      |        |
| Strappo | Mohamed Abdelmoneim  | 151 kg | Gaýgysyz Töräýew      | 151 kg  | Preston Powell       | 150 kg |
| Slancio | Yedige Yemberdi      | 191 kg | Gaýgysyz Töräýew      | 184 kg  | Saba Asanidze        | 184 kg |
| Totale  | Yedige Yemberdi      | 336 kg | Gaýgysyz Töräýew      | 335 kg  | Saba Asanidze        | 333 kg |
| 89 kg   |                      |        |                       |         |                      |        |
| Strappo | Ertjan Kofsha        | 159 kg | Elijah James Hein     | 158 kg  | Inhatsi Pauliukavets | 156 kg |
| Slancio | Elijah James Hein    | 193 kg | Jonathan Ramos        | 192 kg  | Inhatsi Pauliukavets | 192 kg |
| Totale  | Elijah James Hein    | 351 kg | Inhatsi Pauliukavets  | 348 kg  | Zurab Mskhaladze     | 346 kg |
| 96 kg   |                      |        |                       |         |                      |        |
| Strappo | Şahzadbek Matýakubow | 167 kg | Masashi Nishikawa     | 167 kg  | Alireza Nasiri       | 166 kg |
| Slancio | Alireza Nasiri       | 205 kg | Şahzadbek Matýakubow  | 200 kg  | Masashi Nishikawa    | 195 kg |
| Totale  | Alireza Nasiri       | 371 kg | Şahzadbek Matýakubow  | 367 kg  | Masashi Nishikawa    | 362 kg |
| 102 kg  |                      |        |                       |         |                      |        |
| Strappo | Garik Karapetyan     | 175 kg | Abolfazl Zare         | 166 kg  | Muhammed Emin Burun  | 161 kg |
| Slancio | Garik Karapetyan     | 203 kg | Abolfazl Zare         | 199 kg  | Gurami Vekua         | 198 kg |
| Totale  | Garik Karapetyan     | 378 kg | Abolfazl Zare         | 365 kg  | Gurami Vekua         | 358 kg |
| 109 kg  |                      |        |                       |         |                      |        |
| Strappo | Giorgi Kirvalidze    | 169 kg | Ariya Paydar          | 168 kg  | Mykyta Rubanovskyi   | 167 kg |
| Slancio | Mykyta Rubanovskyi   | 207 kg | Ariya Paydar          | 205 kg  | Uladzislau Sakovich  | 199 kg |
| Totale  | Mykyta Rubanovskyi   | 374 kg | Ariya Paydar          | 373 kg  | Giorgi Kirvalidze    | 364 kg |
| +109 kg |                      |        |                       |         |                      |        |
| Strappo | Alireza Yousefi      | 180 kg | Taha Nemati Moghaddam | 176 kg  | Vladimir Macura      | 168 kg |
| Slancio | Alireza Yousefi      | 240 kg | Taha Nemati Moghaddam | 205 kg  | Kao Jia-hui          | 193 kg |
| Totale  | Alireza Yousefi      | 420 kg | Taha Nemati Moghaddam | 381 kg  | Vladimir Macura      | 359 kg |

### Categorie femminili
| Evento  | Oro                  | Oro    | Argento                 | Argento | Bronzo                     | Bronzo |
| 45 kg   | 45 kg                | 45 kg  | 45 kg                   | 45 kg   | 45 kg                      | 45 kg  |
| ------- | -------------------- | ------ | ----------------------- | ------- | -------------------------- | ------ |
| Strappo | Cansu Bektaş         | 73 kg  | Marta García Rincón     | 71 kg   | Habiba Abdelfattah         | 69 kg  |
| Slancio | Gamze Altun          | 91 kg  | Cansu Bektaş            | 90 kg   | Marta García Rincón        | 86 kg  |
| Totale  | Cansu Bektaş         | 163 kg | Marta García Rincón     | 157 kg  | Gamze Altun                | 154 kg |
| 49 kg   |                      |        |                         |         |                            |        |
| Strappo | Nozomi Abe           | 79 kg  | Kerlys Montilla         | 76 kg   | Huang Yi-chen              | 76 kg  |
| Slancio | Isabella Rodriguez   | 99 kg  | Huang Yi-chen           | 96 kg   | Kerlys Montilla            | 94 kg  |
| Totale  | Huang Yi-chen        | 172 kg | Isabella Rodriguez      | 171 kg  | Nozomi Abe                 | 170 kg |
| 55 kg   |                      |        |                         |         |                            |        |
| Strappo | Nanasa Kawasaki      | 84 kg  | Mao Tsutsumi            | 83 kg   | Małgorzata Myjak           | 83 kg  |
| Slancio | Aleksandra Grigoryan | 107 kg | Nanasa Kawasaki         | 103 kg  | Mao Tsutsumi               | 103 kg |
| Totale  | Aleksandra Grigoryan | 188 kg | Nanasa Kawasaki         | 187 kg  | Mao Tsutsumi               | 186 kg |
| 59 kg   |                      |        |                         |         |                            |        |
| Strappo | Svitlana Samuliak    | 98 kg  | Jéssica Palacios        | 92 kg   | Sei Higa                   | 90 kg  |
| Slancio | Svitlana Samuliak    | 116 kg | Jéssica Palacios        | 115 kg  | Chiu Yu-ling               | 108 kg |
| Totale  | Svitlana Samuliak    | 214 kg | Jéssica Palacios        | 207 kg  | Sei Higa                   | 196 kg |
| 64 kg   |                      |        |                         |         |                            |        |
| Strappo | Katsiaryna Yakushava | 96 kg  | Charlotte Simoneau      | 95 kg   | Otgonchimegiin Tögs-Erdene | 95 kg  |
| Slancio | Katharine Estep      | 120 kg | Charlotte Simoneau      | 118 kg  | Olha Ivzhenko              | 115 kg |
| Totale  | Katharine Estep      | 214 kg | Charlotte Simoneau      | 213 kg  | Olha Ivzhenko              | 208 kg |
| 71 kg   |                      |        |                         |         |                            |        |
| Strappo | Mariana García       | 93 kg  | Martyna Dołęga          | 93 kg   | Phattharathida Wongsing    | 92 kg  |
| Slancio | Mariana García       | 123 kg | Phattharathida Wongsing | 116 kg  | Chen Hsin-ning             | 115 kg |
| Totale  | Mariana García       | 216 kg | Phattharathida Wongsing | 208 kg  | Martyna Dołęga             | 204 kg |
| 76 kg   |                      |        |                         |         |                            |        |
| Strappo | Ella Nicholson       | 105 kg | Kelin Jiménez           | 104 kg  | Ángeles Cruz               | 100 kg |
| Slancio | Kelin Jiménez        | 130 kg | Ángeles Cruz            | 123 kg  | Ella Nicholson             | 122 kg |
| Totale  | Kelin Jiménez        | 234 kg | Ella Nicholson          | 227 kg  | Ángeles Cruz               | 223 kg |
| 81 kg   |                      |        |                         |         |                            |        |
| Strappo | Anamjan Rustamowa    | 104 kg | Vanessa Hernández       | 102 kg  | Rahma Ahmed Elsayed        | 101 kg |
| Slancio | Vanessa Hernández    | 126 kg | Anamjan Rustamowa       | 123 kg  | Rahma Ahmed Elsayed        | 122 kg |
| Totale  | Vanessa Hernández    | 228 kg | Anamjan Rustamowa       | 227 kg  | Rahma Ahmed Elsayed        | 223 kg |
| 87 kg   |                      |        |                         |         |                            |        |
| Strappo | Mariam Murgvliani    | 102 kg | Denise Amanda Robles    | 101 kg  | Medea Jones                | 98 kg  |
| Slancio | Mariam Murgvliani    | 123 kg | Fatma Sadek             | 122 kg  | Estefany Espinoza          | 120 kg |
| Totale  | Mariam Murgvliani    | 225 kg | Fatma Sadek             | 219 kg  | Denise Amanda Robles       | 215 kg |
| +87 kg  |                      |        |                         |         |                            |        |
| Strappo | Wang Ling-chen       | 111 kg | Aisamal Sansyzbayeva    | 107 kg  | Etta Mae Love              | 106 kg |
| Slancio | Aisamal Sansyzbayeva | 143 kg | Wang Ling-chen          | 141 kg  | Taiane Justino             | 140 kg |
| Totale  | Wang Ling-chen       | 252 kg | Aisamal Sansyzbayeva    | 250 kg  | Taiane Justino             | 245 kg |

## Medagliere

### Grandi (totale)
Riferito al totale dell'esercizio: 20 nazioni sono entrate nel medagliere.
| Posiz. | Nazione                     | Oro | Argento | Bronzo | Totale |
| ------ | --------------------------- | --- | ------- | ------ | ------ |
| 1      | Stati Uniti                 | 3   | 3       | 1      | 7      |
| 2      | Messico                     | 3   | 0       | 1      | 4      |
| 3      | Armenia                     | 3   | 0       | 0      | 3      |
| 4      | Iran                        | 2   | 3       | 0      | 5      |
| 5      | Ucraina                     | 2   | 0       | 2      | 4      |
| 6      | Taipei cinese               | 2   | 0       | 0      | 2      |
| 7      | Ecuador                     | 1   | 1       | 0      | 2      |
| 7      | Kazakistan                  | 1   | 1       | 0      | 2      |
| 9      | Georgia                     | 1   | 0       | 4      | 5      |
| 10     | Turchia                     | 1   | 0       | 1      | 2      |
| 10     | Venezuela                   | 1   | 0       | 1      | 2      |
| 12     | Giappone                    | 0   | 3       | 4      | 7      |
| 13     | Turkmenistan                | 0   | 3       | 0      | 3      |
| 14     | Egitto                      | 0   | 2       | 1      | 3      |
| 15     | Spagna                      | 0   | 1       | 1      | 2      |
| –      | Atleti Individuali Neutrali | 0   | 1       | 1      | 2      |
| 16     | Canada                      | 0   | 1       | 0      | 1      |
| 16     | Thailandia                  | 0   | 1       | 0      | 1      |
| 18     | Brasile                     | 0   | 0       | 1      | 1      |
| 18     | Polonia                     | 0   | 0       | 1      | 1      |
| 18     | Slovacchia                  | 0   | 0       | 1      | 1      |
| Totale | Totale                      | 20  | 20      | 20     | 60     |

### Grandi (totale) e Piccole (Strappo e Slancio)
Riferito al totale dell'esercizio e delle due specialità: 24 nazioni sono entrate nel medagliere.
| Posiz. | Nazione                     | Oro | Argento | Bronzo | Totale |
| ------ | --------------------------- | --- | ------- | ------ | ------ |
| 1      | Stati Uniti                 | 10  | 5       | 3      | 18     |
| 2      | Messico                     | 8   | 4       | 5      | 17     |
| 3      | Armenia                     | 7   | 1       | 1      | 9      |
| 4      | Iran                        | 5   | 9       | 1      | 15     |
| 5      | Ucraina                     | 5   | 1       | 4      | 10     |
| 6      | Georgia                     | 4   | 0       | 6      | 10     |
| 7      | Giappone                    | 3   | 7       | 8      | 16     |
| 8      | Taipei cinese               | 3   | 2       | 4      | 9      |
| 9      | Kazakistan                  | 3   | 2       | 0      | 5      |
| 10     | Turchia                     | 3   | 1       | 2      | 6      |
| 11     | Turkmenistan                | 2   | 7       | 0      | 9      |
| 12     | Ecuador                     | 2   | 4       | 0      | 6      |
| 13     | Egitto                      | 1   | 4       | 6      | 11     |
| 14     | Venezuela                   | 1   | 3       | 3      | 7      |
| 15     | Spagna                      | 1   | 2       | 2      | 5      |
| –      | Atleti Individuali Neutrali | 1   | 1       | 5      | 7      |
| 16     | Albania                     | 1   | 0       | 0      | 1      |
| 17     | Canada                      | 0   | 3       | 1      | 4      |
| 18     | Thailandia                  | 0   | 2       | 1      | 3      |
| 19     | Polonia                     | 0   | 1       | 2      | 3      |
| 20     | Romania                     | 0   | 1       | 0      | 1      |
| 21     | Brasile                     | 0   | 0       | 2      | 2      |
| 21     | Slovacchia                  | 0   | 0       | 2      | 2      |
| 23     | Mongolia                    | 0   | 0       | 1      | 1      |
| 23     | Nuova Zelanda               | 0   | 0       | 1      | 1      |
| Totale | Totale                      | 60  | 60      | 60     | 180    |

## Classifica a squadre

### Categorie maschili
| Pos. | Squadra       | Punti |
| ---- | ------------- | ----- |
| 1    | Iran          | 668   |
| 2    | Messico       | 592   |
| 3    | Stati Uniti   | 589   |
| 4    | Georgia       | 455   |
| 5    | Ucraina       | 326   |
| 6    | Polonia       | 320   |
| 7    | Egitto        | 297   |
| 8    | Armenia       | 292   |
| 9    | Taipei cinese | 262   |
| 10   | Turkmenistan  | 246   |
| 11   | Giappone      | 219   |
| 12   | Canada        | 214   |
| 13   | Venezuela     | 197   |
| 14   | Kazakistan    | 189   |
| 15   | Spagna        | 161   |
| 16   | Australia     | 129   |
| 17   | Turchia       | 128   |
| 18   | Rep. Ceca     | 115   |
| 19   | Svezia        | 109   |
| 20   | Perù          | 105   |
| 21   | Nuova Zelanda | 104   |
| 22   | Ecuador       | 79    |
| 23   | Albania       | 72    |
| 24   | Romania       | 67    |
| 25   | Slovacchia    | 67    |
| 26   | Azerbaigian   | 66    |
| 27   | Croazia       | 66    |
| 28   | Germania      | 49    |
| 29   | Argentina     | 44    |
| 30   | Costa Rica    | 41    |
| 31   | Cuba          | 38    |
| 32   | Estonia       | 37    |
| 33   | El Salvador   | 36    |
| 34   | Austria       | 33    |
| 35   | Panama        | 31    |
| 36   | Malta         | 26    |
| 37   | Regno Unito   | 10    |

### Categorie femminili
| Pos. | Squadra       | Punti |
| ---- | ------------- | ----- |
| 1    | Messico       | 628   |
| 2    | Stati Uniti   | 624   |
| 3    | Giappone      | 458   |
| 4    | Venezuela     | 405   |
| 5    | Taipei cinese | 397   |
| 6    | Canada        | 370   |
| 7    | Polonia       | 315   |
| 8    | Egitto        | 301   |
| 9    | Spagna        | 249   |
| 10   | Ucraina       | 206   |
| 11   | Armenia       | 159   |
| 12   | Ecuador       | 156   |
| 13   | Georgia       | 150   |
| 14   | Turchia       | 148   |
| 15   | Romania       | 130   |
| 16   | Nuova Zelanda | 128   |
| 17   | Kazakistan    | 127   |
| 18   | Australia     | 124   |
| 19   | Brasile       | 118   |
| 20   | Turkmenistan  | 102   |
| 21   | El Salvador   | 102   |
| 22   | Perù          | 102   |
| 23   | Cile          | 100   |
| 24   | Thailandia    | 89    |
| 25   | Malta         | 84    |
| 26   | Austria       | 78    |
| 27   | Mongolia      | 68    |
| 28   | Regno Unito   | 59    |
| 29   | Belgio        | 59    |
| 30   | Rep. Ceca     | 56    |
| 31   | Costa Rica    | 47    |
| 32   | Francia       | 42    |